# علم اجتماع العلوم
علم اجتماع العلوم (بالإنجليزية: Sociology of science)‏ مبحث في علم الاجتماع موضوعه إنتاج المعرفة العلمية وطرقه. ويدرس أيضا المؤسسات العلمية وشكل الجماعات العلمية، وضوابط العمل العلمي؛ فلا يقتصر مبحث العلوم على دراسة العلاقات بين العلم والمجتمع وإن كانت موضوعا له.